# Gerhard Krefft (Zoologe)
Gerhard Krefft (* 30. März 1912 in Lokstedt; † 20. März 1993 in Hamburg) war ein deutscher Ichthyologe und Herpetologe.

## Leben
Krefft war der Großneffe des in Deutschland geborenen Forschers Gerhard Krefft, der nach Australien emigrierte und der erste Direktor des Australian Museum wurde. Zwei Jahre nach seiner Geburt siedelte die Familie nach Braunschweig um, wo Krefft eine umfassende klassische Bildung erhielt. Seine Mutter war eine Konzertsängerin, während sein Vater Paul Krefft, ein Neurologe, ein leidenschaftlicher Sammler lebendiger Reptilien und Amphibien war und Kreffts vielseitige biologische Interessen von Kindesbeinen an förderte.
Nach erfolgreichem Abschluss seines Abiturs wählte Krefft eine akademische Laufbahn im Bereich der Biologie. Nachdem er die ersten drei Semester seines Studiums in Braunschweig und Würzburg absolviert hatte, wechselte er zur Universität Hamburg. 1938 wurde er unter der Leitung von Berthold Klatt mit der Dissertation Fütterungsversuche an Tritonen V. Zur Frage der Vitamine zum Doktor der Naturwissenschaften promoviert.
Kreffts ursprüngliche Absicht war es, Herpetologe zu werden, worauf sowohl seine ersten Arbeiten über Salamander und tropische Süßwasserschildkröten (1936–1938) als auch seine Doktorarbeit über das Nahrungsverhalten der Kammmolche hindeuten. Selbst als er seinen Forschungsschwerpunkt auf die Meeresfische legte, blieben Amphibien und Reptilien sein ganzes Leben lang eine seiner Leidenschaften.
1938 erhielt Krefft eine Stelle am Naturhistorischen Museums Hamburg, wo er unter der Leitung von Werner Schnakenbeck an der Abteilung für Fischereibiologie arbeitete. Zu der Zeit wurden junge Wissenschaftler für internationale Fischereientwicklungsprojekte angeworben, und Krefft wurde für eine solche Initiative auf die damals isolierten und noch weitgehend unerforschten Kanarischen Inseln rekrutiert.
Im Februar 1939 begann er mit seiner Forschungstätigkeit auf den Kanaren, die durch den Beginn des Zweiten Weltkriegs abrupt beendet wurde. Er wurde nach Deutschland zurückbeordert, sofort zur Wehrmacht eingezogen und diente bis zum Ende des Krieges. Nach dreimonatiger Kriegsgefangenschaft kehrte Krefft nach Hamburg zurück und nahm seine alte Tätigkeit wieder auf. Seine Veröffentlichungen nach dem Krieg zwischen 1948 und 1950 waren erneut herpetologischer Natur und behandelten die Reptilien der Kanarischen Inseln.
Ab Ende 1945 widmete sich Krefft vermehrt der Fischereiforschung. Zunächst arbeitete er unter der Leitung von Schnakenbeck und von 1953 bis 1963 unter Johannes Lundbeck. Beide waren Direktoren des im Jahr 1948 gegründeten Instituts für Seefischerei Hamburg (ISH). In dieser Zeit wurden die Forschungsschwerpunkte von Krefft maßgeblich durch den Auftrag des Instituts, insbesondere die Untersuchung von Speisefischen, beeinflusst. Bei seiner Forschung lag der Fokus auf den Populationen der Heringe, diverser Plattfische und des Rotbarsches. Etwa 20 Publikationen wurden während der 1950er Jahre zu diesen Themen veröffentlicht. Krefft heiratete 1947 Ingeborg. Aus dieser Ehe gingen die Töchter Sybille (* 1948), Sabine (* 1951) und Susanne (* 1956) hervor. Da das ISH erst ab 1955 über ein Forschungsschiff verfügte, führten Krefft und seine Kollegen ihre Feldforschung an Bord von kommerziellen Treibnetzschleppern, Kuttern und kleinen Frischfischtrawlern durch.
Von September 1951 bis April 1952 nahm er an einer Walfangreise an Bord der griechischen Walfangfabrik Olympic Challenger des Reeders Aristoteles Onassis teil, die von Rotterdam über die Karibik und den Panamakanal in den Pazifischen Ozean führte. Zwei Monate lang wurden Walfangaktivitäten vor Ecuador und Peru und vor dem Rendezvous mit dem Walöltanker Ariston bei den Galapagosinseln durchgeführt. Ein Landgang auf diesen Inseln wurde der Crew jedoch verwehrt. Die Kreuzfahrt ging weiter nach Süden zum antarktischen Rossmeer, um während des südlichen Sommers weiter Wale zu jagen. Für die Rückfahrt nach Rotterdam wechselte er auf die Ariston. Krefft nutzte die Gelegenheit eines mehrtägigen Aufenthalts in New Orleans und unternahm nicht nur mehrere Exkursionen in die Umgebung, um herpetologische Feldnotizen zu machen und Exemplare zu sammeln, sondern besuchte auch Fred R. Cagle und Royal D. Suttkus von der Tulane University, um persönliche Kontakte zu knüpfen und herpetologische sowie ichthyologische Informationen auszutauschen. Nach einem kurzen Aufenthalt in Corpus Christi, Texas, kehrte er mit einer Fülle von Proben von Amphibien und Reptilien sowie mit einer beträchtlichen Anzahl von Fischen nach Hamburg zurück. Seine achtmonatigen biologischen Aufzeichnungen gipfelten unter anderen in den Publikationen Herpetologische Eindrücke (1953) und Ornithologische Beobachtungen (1955).
Etwa zur gleichen Zeit begann Krefft, die seltenen Arten in den Anlandungen der deutschen Frischfischtrawler, die ihr Einsatzgebiet im Nordatlantik immer weiter ausdehnten, zu beobachten und zu dokumentieren. Von 1953 an veröffentlichte er regelmäßig Jahresberichte über Seltene Fische sowie seine Ichthyologischen Beiträge aus dem Institut für Seefischerei.
1953 veröffentlichte Krefft seine erste Erstbeschreibung zur Art Searsia schnakenbecki (heute Sagamichthys schnakenbecki) aus der Familie der Leuchtheringe, die den Beginn einer langen Reihe von Arbeiten über neue Fischtaxa markierte, die er entweder allein oder in Zusammenarbeit mit anderen Autoren verfasste. Die Datenbank World Register of Marine Species listet die Erstbeschreibungen von 38 heute noch gültigen Arten, an denen Krefft beteiligt war.
1955 wurde das FRV (Fishery Research Vessel) Anton Dorn, der erste dampfgetriebene Seitenschlepper der Bundesrepublik Deutschland, in Dienst gestellt. Neben den regelmäßigen Bestandsüberwachungen und Markierungsprogrammen kommerziell genutzter Spezies wurde die Erforschung ganzer Fischgemeinschaften im Nordatlantik, insbesondere in den Gewässern um Island und Grönland, zunehmend zu einem integralen Bestandteil der Forschungstätigkeiten des Instituts. Krefft spielte von Beginn an eine bedeutende und maßgebliche Rolle bei der Konzeption und Umsetzung dieser weitreichenden Untersuchungen. Durch diese Studien entstand die erste Referenzfischsammlung des ISH, bestehend aus einigen wenigen, seltenen Arten aus der Nordsee und dem Nordatlantik sowie einer Handvoll „exotischer“ Arten aus Walfangexpeditionen.
Zu Beginn der 1960er Jahre hatte die Sammlung des ISH eine beachtliche Größe erreicht und umfasste hauptsächlich bodenlebende Fischarten des Nordatlantiks. Die Untersuchung der Taxonomie und Zoogeographie der Knorpelfische (Chondrichthyes), ein Schwerpunkt in der ichthyologischen Forschung von Krefft, war in dieser Zeit von Bedeutung. Der Durchbruch in der systematischen Ichthyologie am ISH erfolgte im Jahr 1962, als die vier Abteilungen der Bundesforschungsanstalt für Fischerei von provisorischen Einrichtungen in das neue Hauptgebäude an der Palmaille in Hamburg-Altona umziehen konnten.
Gemäß einer behördlichen Anordnung des Bundesministeriums für Ernährung, Landwirtschaft und Forsten wurde die systematische Ichthyologie und die Errichtung einer wissenschaftlichen Referenzsammlung von Meeresfischen als offizielles Aufgabengebiet des ISH festgelegt. Die Umsetzung dieser Weisung wurde an Krefft übertragen. Diese Entscheidung wurde vor dem Hintergrund getroffen, dass 1963 ein zweites Fischereiforschungsschiff, die Walther Herwig, in Betrieb genommen wurde und geplante Erkundungsfahrten im gesamten Atlantischen Ozean stattfinden sollten.
Somit begannen nahezu zwei Jahrzehnte intensive und weitreichende Fischereiforschungsreisen, die von der Arktis bis zur Antarktis im Atlantik und darüber hinaus reichten.
Krefft entwickelte das Konzept, Proben von kontinentalen Hängen und ozeanischen Mittelwasserregionen mit großen kommerziellen Schleppnetzen zu entnehmen und sämtliche Ergebnisse umfassend zu dokumentieren, um dadurch eine repräsentative Sammlung zu schaffen.
Infolgedessen wurden sehr große Proben in die Sammlungen des ISH und des Zoologischen Museums Hamburg (ZMH) zurückgebracht. Weitere Fahrten über den Atlantik mit Beteiligung internationaler Teams von Fisch- und Wirbellosen-Taxonomen folgten 1968, 1971 und 1973. Innerhalb weniger Jahre erlangte die ISH-Sammlung internationale Aufmerksamkeit und Anerkennung.
1967 initiierte Krefft eine neue Publikationsreihe unter dem Titel Ergebnisse der Forschungsfahrten des FRV Walther Herwig nach Südamerika. Zum Zeitpunkt von Kreffts Tod umfasst die Reihe 72 Beiträge, von denen die meisten im Archiv für Fischereiwissenschaft erschienen sind. Trotz des raschen Wachstums der ISH-Sammlung waren Krefft und ein einziger Techniker mehrere Jahre lang die einzigen Mitglieder der Ichthyologie-Gruppe, und erst Ende der 1960er Jahre wurde zusätzliches Personal eingestellt. In ihrer Blütezeit bestand die Ichthyologie-Gruppe des ISH aus drei Wissenschaftlern und drei Technikern. Das neue Forschungsschiff Walther Herwig II, das 1973 vom Stapel lief, bot noch bessere technische Möglichkeiten und eröffnete damit ein breiteres Spektrum an Forschungsmöglichkeiten als sein Vorgänger. Kommerzielle Mittelwasserfanggeräte konnten nun bis auf mehr als 3000 m gezogen werden, während mit benthischen Schleppnetzen Tiefen von 2200 m erreicht werden konnten.
Schwerpunkte der Untersuchungen waren die nordatlantische Tiefseefauna (1973–1985), der atlantische Sektor des Südlichen Ozeans (1975–1985) und der südwestliche Atlantikhang vor Argentinien (1978). Kreffts letzte Reise führte ihn als Leiter der ISH-Ichthyologie-Gruppe in antarktische Gewässer, als er im südlichen Sommer 1975/76 als leitender Wissenschaftler an Bord der Walther Herwig II die erste Etappe der ersten Fischereiexpedition der Bundesrepublik Deutschland in die Antarktis unternahm.
Bis zu seiner Pensionierung am 30. März 1977 war er Leiter der Fachgruppe Ichthyologie am ISH der Bundesforschungsanstalt für Fischerei.
Ende 1977 erfolgte der Umzug der ISH-Gruppe Ichthyologie in das neue Gebäude des Zoologischen Museums Hamburg (ZMH), wo Krefft Laborräume erhielt und seine Forschungen noch etwa 10 Jahre lang mit seinen alten Teamkollegen fortsetzen konnte. Der 1978 und 1987 veröffentlichte Typenkatalog ist eines der Ergebnisse dieser Phase. Seit dem 4. Juni 1993 beherbergt das ZMH die komplette ehemalige Fischsammlung des ISH.
Kreffts Bibliographie umfasst über 160 wissenschaftliche Publikationen, darunter befinden sich 20 Bücher und zahlreiche Aufsätze.
Gerhard Krefft wurde auf dem Friedhof Ohlsdorf (Planquadrat P 22) beigesetzt.

## Dedikationsnamen
Nach Gerhard Krefft sind eine Gattung und 16 Arten benannt, darunter
- Aiakas kreffti Gosztonyi, 1977
- Astronesthes kreffti Gibbs & McKinney, 1988
- Benthobatis kreffti Rincón, Stehmann & Vooren, 2001
- Conocara kreffti Sazonov, 1997
- Diplacanthopoma kreffti Cohen & Nielsen, 2002
- Eustomias kreffti Gibbs, Clarke & Gomon, 1983
- Gigantactis kreffti Bertelsen, Pietsch & Lavenberg, 1981
- Herwigia kreffti (Nielsen & Larsen, 1970)
- Krefftichthys Hulley, 1981
- Malacoraja kreffti (Stehmann, 1978)
- Nemamyxine kreffti McMillan & Wisner, 1982
- Oneirodes kreffti Pietsch, 1974
- Paraliparis kreffti Andriashev, 1986
- Patagonotothen kreffti Balushkin & Stehmann, 1993
- Scopelarchoides kreffti Johnson, 1972
- Symbolophorus kreffti Hulley, 1981
- Uterotrema kreffti Platt & Blair, 1996

## Erstbeschreibungen von Gerhard Krefft
- Ahliesaurus Bertelsen, Krefft & Marshall, 1976
- Ahliesaurus berryi Bertelsen, Krefft & Marshall, 1976
- Ahliesaurus brevis Bertelsen, Krefft & Marshall, 1976
- Amblyraja frerichsi (Krefft, 1968)
- Bajacalifornia arcylepis Markle & Krefft, 1985
- Barbantus elongatus Krefft, 1970
- Bathyraja schroederi (Krefft, 1968)
- Bathytroctes oligolepis (Krefft, 1970)
- Diplophos rebainsi Krefft & Parin, 1972
- Dipturus leptocauda (Krefft & Stehmann, 1975)
- Dipturus trachyderma (Krefft & Stehmann, 1975)
- Etmopterus gracilispinis Krefft, 1968
- Himantolophus cornifer Bertelsen & Krefft, 1988
- Himantolophus crinitus Bertelsen & Krefft, 1988
- Himantolophus macroceras Bertelsen & Krefft, 1988
- Himantolophus macroceratoides Bertelsen & Krefft, 1988
- Himantolophus mauli Bertelsen & Krefft, 1988
- Himantolophus melanolophus Bertelsen & Krefft, 1988
- Himantolophus multifurcatus Bertelsen & Krefft, 1988
- Himantolophus nigricornis Bertelsen & Krefft, 1988
- Himantolophus paucifilosus Bertelsen & Krefft, 1988
- Himantolophus pseudalbinares Bertelsen & Krefft, 1988
- Holtbyrnia anomala Krefft, 1980
- Holtbyrnia cyanocephala (Krefft, 1967)
- Lampadena pontifex Krefft, 1970
- Pseudoscopelus scutatus Krefft, 1971
- Raja herwigi Krefft, 1965
- Rajella sadowskii (Krefft & Stehmann, 1974)
- Sagamichthys schnakenbecki (Krefft, 1953)
- Scopelosaurus ahlstromi Bertelsen, Krefft & Marshall, 1976
- Scopelosaurus craddocki Bertelsen, Krefft & Marshall, 1976
- Scopelosaurus gibbsi Bertelsen, Krefft & Marshall, 1976
- Scopelosaurus herwigi Bertelsen, Krefft & Marshall, 1976
- Scopelosaurus hubbsi Bertelsen, Krefft & Marshall, 1976
- Scopelosaurus lepidus (Krefft & Maul, 1955)
- Scopelosaurus mauli Bertelsen, Krefft & Marshall, 1976
- Scopelosaurus meadi Bertelsen, Krefft & Marshall, 1976
- Woodsia meyerwaardeni Krefft, 1973

## Schriften (Auswahl)
- Die Schildkröten, Wenzel Bücherei, 1949
- mit John R. Norman, Frederick Charles Fraser: Riesenfische, Wale und Delphine, Verlag Paul Parey, Hamburg, 1963
- Auf Haie und Großfische in allen Weltmeeren. Fischgründe und Fangmethoden, 1973
- mit Victor Meyer und Kurt Lillelund: Atlas zur Anatomie und Morphologie der Nutzfische, Verlag Paul Parey, Hamburg, 1975
- mit Kuno Sch. Steuben: Die Haie der Sieben Meere. Arten, Lebensweisen und sportlicher Fang, 1978
- mit P. Alexander Hulley: A zoogeographic analysis of the fishes of the family Myctophidae (Osteichthyes, Myctophiformes) from the 1979 Sargasso Sea Expedition of RV Anton Dohrn. Annals of the South African Museum, Kapstadt, Nr. 96(2), 1985